# Dissidente
Un dissidente, in senso lato, è una persona che contesta attivamente una dottrina, una politica o un'istituzione consolidata. In un contesto religioso, la parola è stata usata fin dal XVIII secolo, e in senso politico dal 1940, in coincidenza con l'ascesa di alcuni sistemi politici totalitari, in particolare l'Unione Sovietica, la Germania nazista e l'Arabia Saudita.
Secondo lo storico russo Roj Medvedev, il dissidente non è semplicemente colui che la pensa diversamente, bensì colui che professa ed esprime esplicitamente il suo dissenso e lo manifesta in qualche modo ai suoi concittadini e allo Stato.

## Dissidenti politici
Il termine è usato soprattutto riferendosi ai dissidenti politici, spesso contro regimi totalitari, anche se esiste l'accezione dissidente filosofico. I dissidenti politici usano principalmente mezzi non violenti di dissenso politico, incluso dar voce alle critiche verso il governo, ma i dissidenti possono anche tentare di destabilizzare il governo esiliandolo o rovesciandolo, soprattutto se dietro ad essi vi è l'acquisizione del supporto popolare. In questi casi parliamo di ribellione o rivoluzione. Nei regimi totalitari i dissidenti vengono puniti con lunghe pene detentive, l'esecuzione o l'emarginazione economica. L'Unione Sovietica e la Repubblica Popolare Cinese sono state largamente accusate di aver usato l'internamento forzato nei manicomi contro i dissidenti.

## Dissidenti sociali
Similmente ai dissidenti politici, i dissidenti sociali si oppongono apertamente agli atteggiamenti della classe sociale egemoni. Nelle società democratiche, i dissidenti politici e sociali sono liberi, in genere, da pressioni governative, ma ciò non è sempre stato così, come, ad esempio, durante i Palmer Raids.

## Dissidenti militanti
I dissidenti militanti sono solitamente organizzati in forma paramilitare, e i gruppi così strutturati si prefiggono di rovesciare un governo o un regime, o di imporre cambiamenti nell'ordine stabilito. Poiché la struttura dei militanti subisce quasi sempre uno svantaggio militare evidente nei confronti di chi è al potere, essi si basano sulla guerra asimmetrica, sulla guerriglia o in alcuni casi sul terrorismo per portare avanti la loro causa. Essi vengono di conseguenza denunciati come terroristi dalle forze al potere a prescindere dalla causa che viene difesa, mentre è possibile constatare come queste organizzazioni si dichiarino combattenti per la libertà o movimenti di resistenza.

## La dissidenza in Europa Orientale
La dissidenza prese luogo come tipo particolare di opposizione nei paesi comunisti soprattutto dell'Europa Orientale a partire dalla seconda metà degli anni settanta.
Questione principale, per cui la dissidenza si differenzia dalla più generica "opposizione", è che i dissidenti lottano nei loro stati totalitari per un più costante rispetto e applicazione delle leggi. Infatti tali stati erano, generalmente, dotati di costituzioni anche piuttosto garantiste per i cittadini, ma esse, come molte altre leggi in vigore che offrivano tutela alla popolazione, erano di fatto lettera morta e spesso venivano comunemente violate dalle stesse istituzioni e autorità.
La scintilla che fece nascere la dissidenza fu il "trattato di Helsinki" che ebbe luogo nel 1975 (CSCE), in cui gli stati firmatari, tra cui molti paesi comunisti (tra cui Ungheria, Cecoslovacchia e Polonia), si impegnavano per il rispetto dei diritti della persona, per la libertà di parola, di pensiero, di religione e di espressione.
I dissidenti pertanto, con questa ulteriore garanzia per i cittadini firmata dai propri governi, volevano vedere applicate queste leggi ed effettivamente tutelati tali diritti.
Altro elemento di distinguo dalla precedente opposizione (come quella che aveva dato origine alla Rivoluzione ungherese nel 1956 e alla Primavera di Praga nel 1968) è che i dissidenti sono sempre particolarmente accorti a non mettere mai in discussione i principi stessi su cui si fonda lo stato, quali il socialismo, il legame con l'URSS, e la partecipazione al Patto di Varsavia.
In sintesi questo movimento costituisce qualcosa di nuovo in quanto non vengono chieste nuove leggi o modifiche di quelle esistenti, né si vogliono minare il potere e le istituzioni in quanto tali, bensì si chiede semplicemente ad essi di applicare le leggi esistenti e di garantire i diritti dei cittadini che tramite esse sono sancite.

## La dissidenza nell'Unione Sovietica

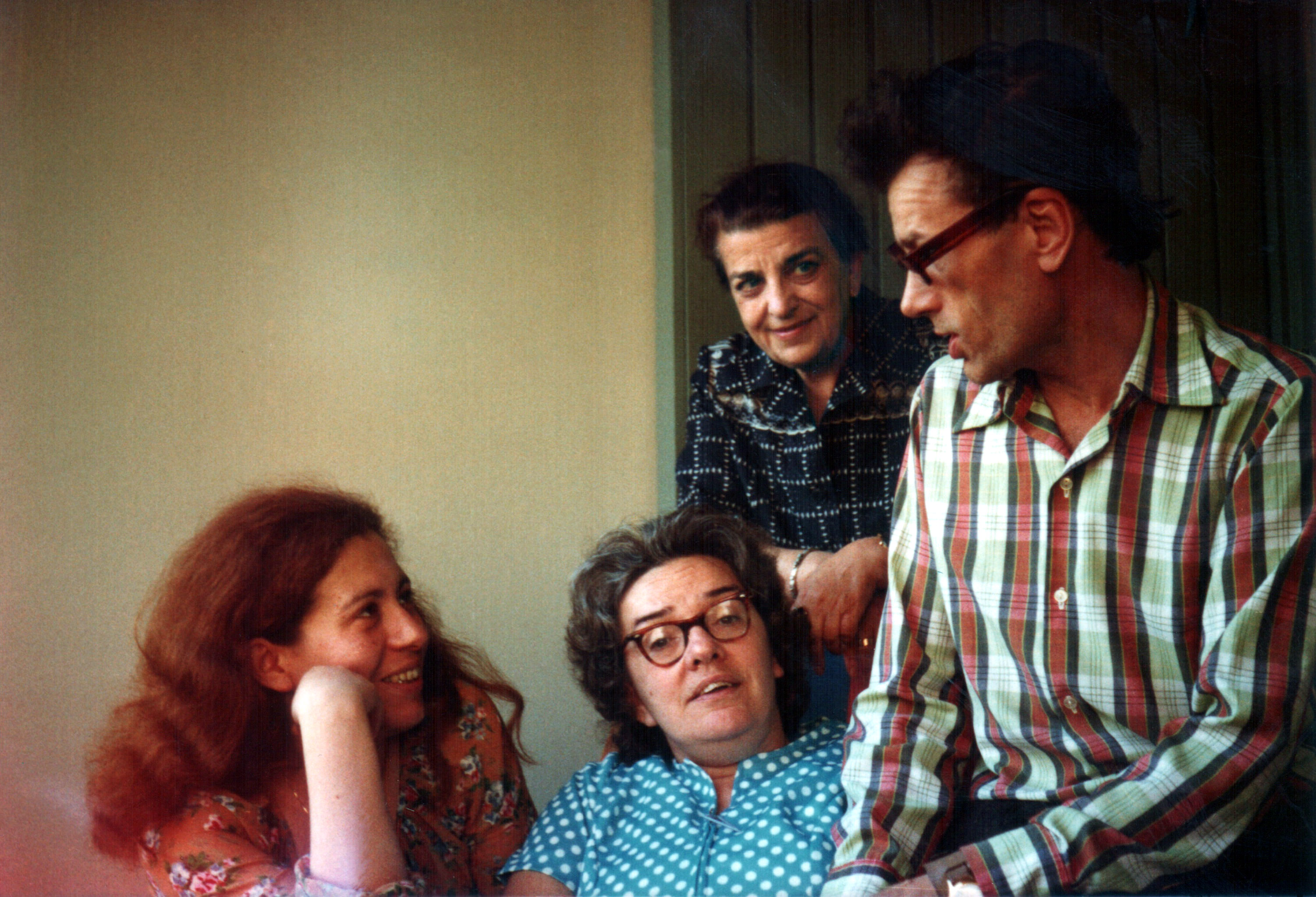
Membri del Moscow Helsinki Group Yuliya Vishnevskya, Lyudmila Alexeyeva, Dina Kaminskaya, Kronid Lyubarsky a Monaco di Baviera, 1978.

In Unione Sovietica la presenza di un fenomeno di dissidenza politica non è mai saltata agli occhi dell'opinione pubblica anche e soprattutto a causa dello stretto controllo del governo sui mezzi di comunicazione. La prima dimostrazione di contrasto avvenne il 5 dicembre 1965 (День Конституции, Giorno della Costituzione), quando 200 manifestanti scesero in Piazza Puškin a Mosca per protestare contro il processo-farsa di Andrej Donatovič Sinjavskij e Julij Daniel, in giudizio per eversione, dopo la pubblicazione dei loro scritti all'estero. L'uso della parola inglese dissident fu fatto, al processo, con lo scopo di evidenziare la presenza di una influenza straniera. Il KGB aveva faticato parecchio per rintracciare le identità degli imputati: Sinjavskij aveva pubblicato in Occidente la prima volta nel 1959 con lo pseudonimo di Abram Tertz; Daniel nel 1961 come Nikolay Arzak; dopo alcuni anni di pedinamenti e sorveglianza, le loro case furono controllate con delle microspie e, infine, essi furono catturati. Sinjavskij fu condannato a sette anni di prigione, Daniel a cinque.

## Dissidenti statunitensi
Il termine dissidente statunitense ha cominciato a circolare recentemente, specialmente per Chelsea Manning e Edward Snowden. Il termine viene usato per denotare persone che hanno denunciato la brutalità dei militari statunitensi, come per esempio Bradley Manning che ha rivelato fatti del video "Collateral Murder" attraverso Wikileaks, o esposto il programma di spionaggio del governo statunitense Prism, come rivelato da Edward Snowden. Per tali atti, Manning è stato condannato da una corte marziale dopo essere stato torturato, e Edward Snowden ha richiesto asilo politico dagli Stati Uniti. Anche Julian Assange viene a volte menzionato tra i vari dissidenti statunitensi, in quanto il governo degli Stati Uniti intende processarlo, tuttavia va notato che Assange è cittadino australiano.

## Esempi notevoli di dissenso
- Dissidenti della Repubblica popolare cinese
  - Dalù
  - Harry Wu
  - Wei Jingsheng
- Dissidenti sovietici
  - Andrej Sakharov
  - Aleksandr Solženicyn
  - Pavel Aleksandrovič Florenskij
  - Vladimir Semënovič Vysockij
- Dissidenti russi
  - Alexei Navalny
  - Boris Nemcov
  - Denis Voronenkov
  - Dissidenti ceceni
    - Tumso Abdurakhmanov
- Dissidenti statunitensi
  - Chelsea Manning
  - Edward Snowden
  - Martin Luther King Jr.
- Lech Wałęsa
- Adam Michnik
- Václav Havel
- Jože Pučnik
- Drago Jančar
- István Bibó
- Armando Valladares
- Francis Seow
- Eugene Zlochevsky
- Nelson Mandela
- Ken Saro-Wiwa
- Herbert Marcuse
- Pier Paolo Pasolini
- Antifascisti Italiani
  - Amadeo Bordiga
  - Onorato Damen
  - Bruno Fortichiari
  - Piero Gobetti
  - Antonio Gramsci
  - Ruggero Grieco
  - Giacomo Matteotti
  - Pietro Nenni
  - Pietro Pappagallo (il prete partigiano interpretato da Aldo Fabrizi)
  - Giovanni Parodi
  - il Presidente Sandro Pertini e la moglie Carla Pertini
  - Luigi Repossi
  - i Fratelli Cervi
  - i Fratelli Rosselli
  - Umberto Terracini